# Canal Orange
Canal Orange fue un canal de televisión por suscripción español exclusivo de Orange España. Su programación estaba basada en series, con nuevas series y temporadas completas en 4K.

## Historia
El 7 de mayo de 2018, empezó a emitir en exclusiva dentro de la plataforma Orange TV con el nombre de Orange Series.
El 10 de julio de 2020, estrenó "Caminantes", su primera serie original en España. Una historia de terror producida por 100 Balas y rodada en 4k con teléfonos inteligentes.
El 13 de octubre de 2020, cambió su nombre a "Canal Orange" abriéndose así a más géneros como el cine o los documentales.
El 26 de octubre de 2020, estrenó "Los Felices Veinte", su primer late night presentado por el cineasta Nacho Vigalondo y acompañado por el cómico Aníbal Gómez y la influencer Gakian. El programa combina humor y entrevistas a invitados de actualidad.
El 31 de enero de 2022, el canal cesó sus emisiones.